# Saor Uladh
Saor Uladh [siːɾ ul̪ˠʊ] (irisch: die Freien Ulsters, seltener Saor Ulaidh [siːɾ ul̪ˠə]) war eine paramilitärische, irisch-republikanische Splittergruppe, die zwischen 1951 und 1959 als Abspaltung der Irish Republican Army (IRA) überwiegend in der nordirischen Grafschaft Tyrone aktiv war.
Gründer von Saor Uladh war Liam Kelly, der im Oktober 1951 wegen eigenmächtiger Aktionen von der IRA ausgeschlossen worden war. Kelly verfügte über erheblichen Rückhalt in Tyrone, so dass sich die Mehrheit der dortigen IRA-Mitglieder ihm anschloss. Zwischen 1953 und 1958 vertrat Kelly den Wahlkreis Mid Tyrone im Unterhaus des nordirischen Parlaments. Anhänger Kellys gründeten Ende 1953 die Partei Fianna Uladh (Soldaten von Ulster) als politischen Flügel von Saor Uladh. 1954 wurde Kelly in den Seanad Éireann, das Oberhaus der Republik Irland, gewählt, dem er bis 1957 angehörte. Die Wahl folgte einem Vorschlag von Clann na Poblachta, einer republikanischen Partei um Seán MacBride. Im Gegensatz zu der von der IRA und Sinn Féin in den 1950er Jahren vertretenen Politik erkannte Kelly die Verfassung Irlands von 1937 an und trat dafür ein, die Gültigkeit der Verfassung auf die gesamte Insel auszudehnen.
Am 26. November 1955 war die RUC-Polizeistation in Rosslea, einem Ort nahe der inneririschen Grenze in der Grafschaft Fermanagh, Ziel eines Anschlags von Saor Uladh. Bei dem gescheiterten Anschlag wurde ein RUC-Polizist verletzt; einer der 14 Angreifer starb an seinen Verletzungen nach der Flucht über die innerirische Grenze. Am 30. November 1955 verbot der nordirische Innenminister Saor Uladh; die Partei Fianna Uladh wurde Ende 1956 ebenfalls verboten. Im November 1956 war Saor Uladh für eine Serie von Anschlägen auf unbesetzte Grenzposten an der inneririschen Grenze verantwortlich. Im Mai 1957 verübten Mitglieder von Saor Uladh gemeinsam mit einer Gruppe abtrünniger IRA-Mitglieder um Joe Christle einen Anschlag auf eine Schleuse des Newry Canals. Im Juli 1957 starb ein Saor Uladh-Mitglied bei einer Schießerei mit Polizisten der RUC an der inneririschen Grenze in der Grafschaft Fermanagh.
Die IRA beobachtete die Aktivitäten der rund 50 Mitglieder von Saor Uladh intensiv. Angesichts der Popularität Kellys vermied die IRA ein direktes Vorgehen gegen Saor Uladh und versuchte, die Aktivitäten der Untergrundorganisation auf Tyrone zu beschränken. Die Anschläge von Saor Uladh werden zum Teil als einer der Gründe für die Entscheidung der IRA gesehen, in der Border Campaign ab Dezember 1956 wieder Anschläge in Nordirland durchzuführen. Während der Border Campaign war das Verhältnis beider Organisationen ambivalent: Als die Regierung der Republik Irland Internierungen ohne Gerichtsverfahren einführte, wurden die in Curragh festgehaltenen Mitglieder von Saor Uladh von den dortigen IRA-Mitgliedern ausgegrenzt. Zugleich arbeiteten beide Organisationen in Nordirland, insbesondere in Tyrone, eng zusammen.
Der letzte Saor Uladh zugeschriebene Anschlag ereignete sich im März 1959, als in Clogher ein Landrover der RUC zerstört wurde. Im gleichen Jahr emigrierte Kelly in die Vereinigten Staaten, nachdem er sich dort bereits vor Juli 1957 aufgehalten hatte, um Unterstützung unter irischen Emigranten zu organisieren.